# Campton, England
Campton är en by i civil parish Campton and Chicksands, i distriktet Central Bedfordshire, i grevskapet Bedfordshire i England. Byn är belägen 14 km från Bedford. Campton var en civil parish fram till 1985 när blev den en del av Campton and Chicksands. Civil parish hade 358 invånare år 1961. Byn nämndes i Domedagsboken (Domesday Book) år 1086, och kallades då Chambeltone.